# 食玩DVD
食玩DVD（しょくがんディーブイディー）とは、スナック菓子・チョコレート菓子等のパッケージの中に映像DVD(DVD-ROM)を入れて販売している商品の形態である。

## 食玩DVDを発売した実績のあるメーカーと商品

### 有限会社沖楽
- やんばる物語
- ジュゴンの涙

### カバヤ
- 水野晴郎シネマ館
2004年4月13日発売[1]

### ドリームズ・カム・トゥルー
- DVD探偵団
2004年5月24日発売

### タカラ
- キャンディオンエア グラビアジェニーDVD
2005年3月28日発売[2]

### タカラトミーアーツ
- トランスフォーマーDVDレジェンド
2011年6月発売[3]
- トムとジェリー アニメコレクションDVD
  1. やっぱりふたりはなかよし!編 - 2016年6月発売[4]
  2. いつもふたりはいっしょ!編 - 2017年2月発売
- 名探偵コナン テレビアニメコレクションDVD
  1. 珠玉のミステリーFILE集 - 2015年3月発売
  2. 怪事件ミステリーFILE集 - 2016年3月発売[5]
  3. 名推理FILE集 - 2017年3月発売
  4. 隠された真実FILE集 - 2018年3月発売[6]
  5. 浮かび上がる真実FILE集 - 2019年4月発売
  6. 緊迫のミステリーFILE集[7]
  7. 衝撃の真実解明FILE集- 2021年4月発売[8]

### バンダイ
- 怪談レストランのこわ〜い話DVDコレクション
2010年8月発売[9]
- たまごっち! たまともDVDコレクション!
2010年4月発売[10]
- きかんしゃトーマスとなかまたち トーマスだいすきDVDコレクション
2009年4月発売[11]
- トリコ アニメDVDコレクション
2013年7月23日発売[12]
- 妖怪ウォッチ TVアニメコレクションDVD
  1. DVDだニャン! - 2014年12月16日発売[13]
  2. 2だニャン! - 2015年7月21日発売[14]
  3. 3だニャン! - 2015年12月22日発売[15]
  4. 4だニャン! - 2016年3月22日発売[16]
  5. 何度もみたいあのお話!ベストセレクション - 2016年8月9日発売[17]
  6. メリケン妖怪初登場シリーズ!! - 2016年12月27日発売[18]
- ウルトラマン DVDコレクション ウルトラギャラクシー大怪獣バトル NEVER ENDING ODYSSEY
2009年9月発売[19]
- ウルトラマンギンガ&ギンガS DVDコレクション
2015年3月10日発売[20]
- ドラえもん TVアニメコレクションDVD
  1. 笑える！泣ける！みんなの大すきなお話集 - 2017年3月7日発売[21]

### 三沢市観光協会
- 仏沼の夕日
2006年4月29日発売

### メディアファクトリー
- イナズマイレブン TVアニメコレクションDVD
  1. 熱血バトル編 - 2009年6月2日発売
  2. 超絶バトル編 - 2009年12月8日発売
  3. 究極バトル編 - 2010年6月8日発売
  4. DX VS世宇子中編 - 2010年7月16日発売
  5. DX 集結！雷門イレブン!! BOX・決戦！帝国学園!! BOX - 2010年12月25日発売
- イナズマイレブンGO TVアニメコレクションDVD
  1. 集結!雷門イレブン編 - 2012年2月21日発売
  2. 激闘!ホーリーロード!!編 - 2012年8月7日発売
  3. 決戦!フィフスセクター!!編 - 2013年2月19日発売
- 極上!!めちゃモテ委員長 TVアニメコレクションDVD 
2010年12月24日発売
- ダンボール戦機 TVアニメコレクションDVD
2011年10月4日発売
- 劇場版イナズマイレブンGO vs ダンボール戦機W TVアニメコレクションDVDスペシャル - 『イナズマイレブンGO』『ダンボール戦機W』をそれぞれ1話ずつ収録
2012年12月2日発売
- ちびまる子ちゃん TVアニメコレクションDVD
  1. 第1弾（サブタイトルなし） - 2009年9月15日発売[22]
  2. もう一度みたい!名作セレクション - 2013年8月6日発売[23]
- 伝説のヒーローたち 
2005年8月30日発売
- トムとジェリー アニメコレクションDVD
  1. 第1弾（サブタイトルなし） - 2010年10月5日発売
  2. ドタバタおいかけっこ編 - 2011年7月5日発売
  3. いつも仲良くケンカ編 - 2012年9月4日発売
  4. いたずらだいすき!!編 - 2013年4月16日発売
- ドラえもん TVアニメコレクションDVD 
  1. 第1弾（サブタイトルなし） - 2009年2月24日発売
  2. もう一度見たい名ストーリー編 - 2010年2月23日発売
- はなかっぱ TVアニメコレクションDVD
  1. 第1弾（サブタイトルなし） - 2011年5月17日発売[24]
  2. 元気いっぱい やまびこ村編 - 2011年11月8日発売[25]
  3. おともだちいっぱい!編 - 2012年5月15日発売[26]
  4. おもしろけっさく編 - 2012年10月2日発売[27]
  5. 笑いとなみだのけっさく編 - 2013年6月4日発売[28]
  6. みんなともだち なかよし編 - 2013年12月3日発売[29]
- ポケモン TVアニメコレクションDVD
  - ポケットモンスター
    1. カントー編 - 2005年8月9日発売
    2. オレンジ諸島編 - 2006年8月9日発売

  - ポケットモンスター ダイヤモンド&パール
    1. ポケモンゲット編 - 2008年3月18日発売
    2. ポケモンバトル編 - 2008年7月8日発売
    3. 心に残る名ストーリー編 - 2008年11月4日発売
    4. みんなが選んだ人気バトル編 - 2009年3月10日発売
    5. ポケモン☆サンデー ベストセレクション編 - 2009年7月15日発売
    6. ポケモン進化編 - 2009年11月3日発売
    7. デラックス - 2010年7月9日発売（セブン-イレブン限定販売）[30]
    8. ゲット!ゲット!ゲット!編 - 2010年7月27日発売

  - ポケットモンスター・ポケットモンスター ベストウイッシュ
    1. 新たなる旅立ち!編 - 2011年8月2日発売
    2. ポケモンバトル（BW）編 - 2012年1月17日発売
    3. ワクワク!ドキドキ!!編 - 2012年7月24日発売
    4. めざせポケモンマスター!編 - 2012年11月6日発売
- 名探偵コナン TVアニメコレクションDVD
  1. 第1弾（サブタイトルなし） - 2010年3月16日発売
  2. 迷事件FILE集 - 2011年3月15日発売
  3. メモリアルFILE集 - 2012年3月13日発売
  4. 黒い疑惑FILE集 - 2013年3月12日発売[31]
  5. 名推理FILE集 - 2014年3月10日発売
- メタルファイト ベイブレード TVアニメコレクションDVD
  1. 激闘!バトルブレーダーズ編 - 2010年11月16日発売[32]

### ロッテ
- 新日本プロレス最強バトル列伝
2004年8月発売

### エースコック
- スーパーDVDカップ(DVD同梱カップラーメン)